# Браси (Торино)
Браси је насеље у Италији у округу Торино, региону Пијемонт.
Према процени из 2011. у насељу је живело 262 становника. Насеље се налази на надморској висини од 232 м.